# Stuckateur

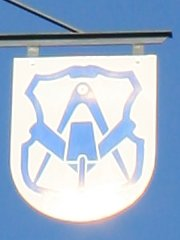
Das Zunftzeichen der Stuckateure/Gipser zeigt einen Winkel hinter einer Mörtelkelle, überhöht von einem geöffneten Zirkel.

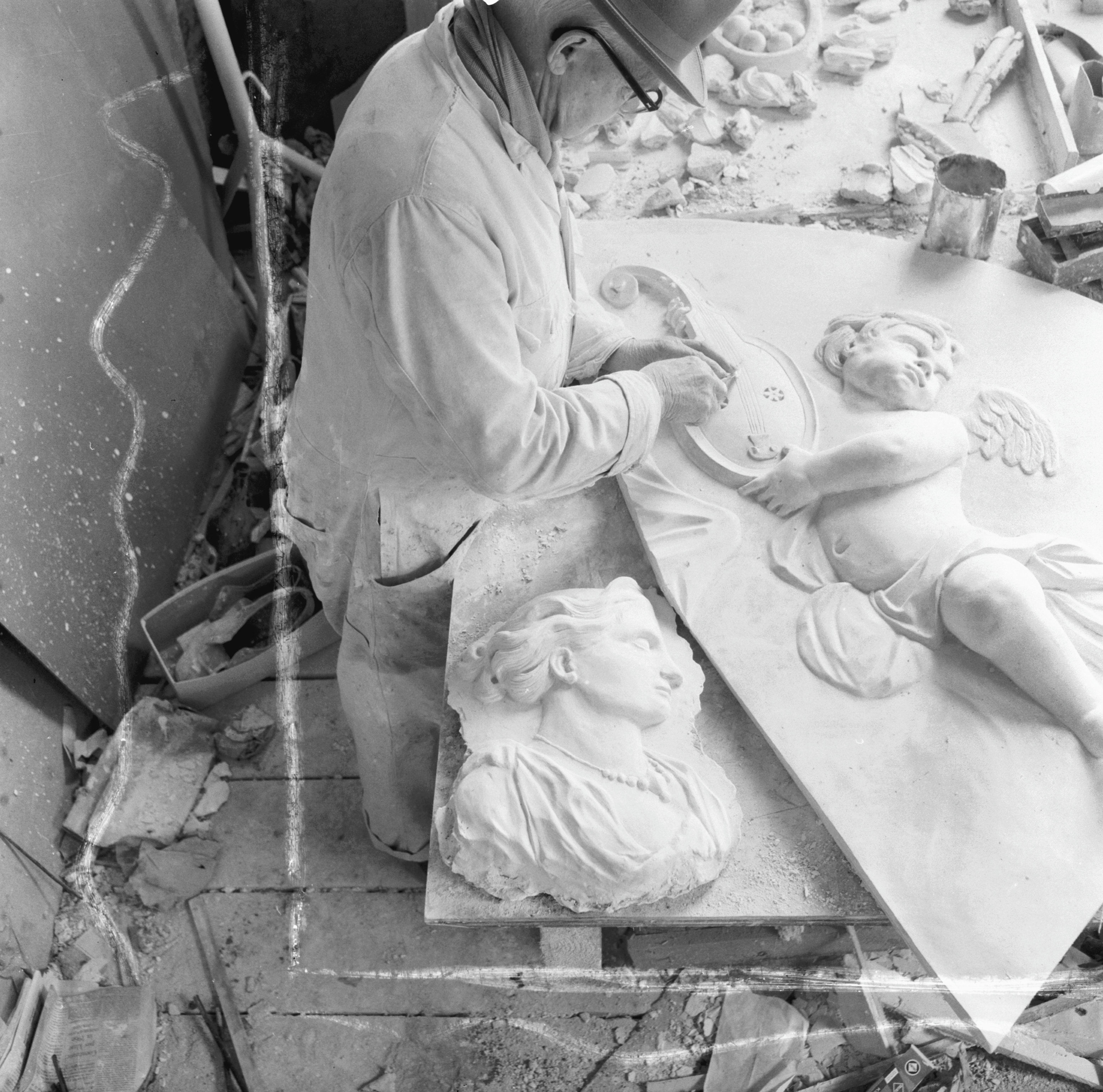
Niederländischer Stuckateur 1965

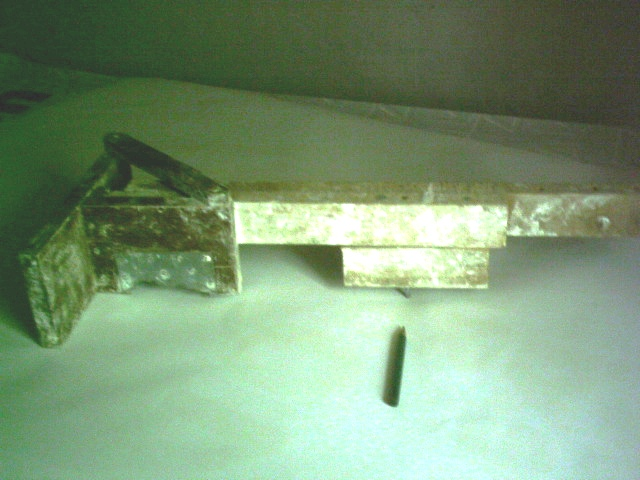
Stuckprofilschablone zum Drehen oder Ziehen. Die Bleistiftspitze zeigt auf den Drehpunkt. Bei Drehung erzeugt das Profilblech (links) kreisförmige Stuckprofile, z. B. als Zierde um Lampen oder Lüster. Ohne Drehstift ist Längszug möglich.

Stuckateur (bis zur Rechtschreibreform Stukkateur) ist eine Berufsbezeichnung für einen im Innenausbau und an Fassaden tätigen Bauhandwerker und den dazugehörigen Ausbildungsberuf.

## Namensherkunft
Namensgebend für den Beruf ist die Arbeit mit Stuck (plastische Ausformung von Mörteln oder Gips auf Wand- und Deckenflächen). Je nach Einbauort am Gebäude wird zwischen Innen- und Außenstuck unterschieden. Stuckelemente können sowohl in der Werkstatt als auch vor Ort auf der Baustelle gezogen, gegossen oder bei Säulen gedreht werden.

## Berufsbild
Die Arbeit von heutigen Stuckateuren geht teilweise über die Arbeit mit Stuck hinaus. Der vielseitige und kreative Beruf erfordert sowohl handwerkliches Geschick als auch ein Gespür für Ästhetik.
Sie sind Handwerker, die Gebäuden ihr individuelles Aussehen geben. Sie spielen eine wichtige Rolle in der Renovierung und Sanierung von Gebäuden, da sie für die Wiederherstellung, den Schutz und die Erhaltung der Bausubstanz sorgen. Sie arbeiten mit unterschiedlichsten Rohstoffen und Materialien wie Kalk, Lehm, Gips, Zement sowie mit allen Arten von Putzmörteln und Farbbeschichtungen.
Je nach Einbauort am Gebäude wird zwischen Innen- und Außenstuck unterschieden. Stuckateure verputzen Wände sowie Decken im Innen- und Außenbereich und stellen beispielsweise Deckenkonstruktionen aus Rabitz her. Sie führen Stuckarbeiten wie Gesimse, Rosetten oder Säulenkapitelle an Fassaden oder auch Innenwänden und Decken aus und stellen Sgraffiti und Stuccolustro (Stuckmarmor) her bzw. restaurieren sie. Stuckateure restaurieren Altbauten und sind auch in der Denkmalpflege tätig. Dort beurteilen sie Putz- und Stuckschäden, entscheiden welche Maßnahmen zur Schadensbegrenzung einzuleiten sind und führen diese durch. An historischen Bauten und in der Denkmalpflege stellen sie auch aufwendige Stuckprofile oder modellieren Fresken, wenn die Originale zerstört wurden und nicht mehr restauriert werden können.
Stuckateure sind in erster Linie in Unternehmen des Stuckateurhandwerks, in Restaurierungswerkstätten, bei Betreibern historischer Stätten, Kirchenbauämtern, Ämtern für Denkmalpflege sowie in industriellen Ausbaubetrieben aber auch im Fassaden- und Trockenbau tätig. Überschneidungen bestehen in diesem Bereich vor allem mit Maurer-, Maler- sowie Unternehmen des Trockenbaumonteurhandwerks. Neben den eigentlichen Hauptaufgaben das Stuckateurs übernehmen sie daher auch folgende Aufgaben:
- Stellen von Leichtbauwänden und Abhängen von Decken aus Trockenbauteilen sowie Schallschutzmaßnahmen
- Dämmen von Wände, Dächern und Kellern
- Verlegen von Trocken- und Fließestrichen
- Malerarbeiten

## Arbeitsmittel
Zu den Hauptarbeitsmitteln des Stuckateurs zählen:
1. Kellen für das Auftragen und Glätten von Putz. Dazu zählen Traufeln, Glättkellen und Maurerkellen
2. Reibebrett zur gleichmäßigen Verteilung und Glättung von Putz
3. Hakenschlüssel zum Anmischen und Auftragen von Mörtel oder Putz
4. Stuckateureisen zum filigranen Modellieren
5. Rührwerk zum effizienten Mischen von Putz und anderen Materialien
6. Eckschiene zur Schaffung scharfer und gerader Ecken bei Putzarbeiten
7. Abziehlatte, um große Flächen glatt und eben zu ziehen
8. Rabot zum Abtragen von überschüssigem Material auf Putzflächen
9. Profilkratzer zum Erstellen von Strukturen und Profilen in frischem Putz
10. Schwammbrett zum Glätten und Texturieren von Putz während des Trocknungsprozesses
11. Verputzmaschine/Mischpumpe für den maschinellen Putzauftrag
12. Profilschablonen zur Ausformung bzw. dem Ziehen langer gerader oder gebogener Stuck-Profile
13. Formen aus verschiedenen Materialien wie Ton und Silikon zum Gießen oder auch mit Kolophonium beschichtete Gipsformen

## Ausbildung

### Deutschland
Um den Beruf des Stuckateurs in einem Ausbildungsbetrieb erlernen zu können, benötigt man mindestens einen Hauptschulabschluss. Die Ausbildung zum Stuckateur dauert drei Jahre im dualen Ausbildungssystem und endet mit der Gesellenprüfung. Der Praxisteil der Lehre erfolgt im Betrieb bzw. in überbetrieblichen Lehrgängen und der theoretische Teil an der Berufsschule. Die seit 1999 gültige Ausbildungsverordnung ermöglicht eine Ausbildung mit Anrechnungsmöglichkeit. So erlangt man den Berufsabschluss als Ausbaufacharbeiter nach zwei Jahren und mit einem darauf aufbauenden weiteren Ausbildungsjahr als Stuckateur. Nach der Weiterbildung zum Meister können Stuckateure und Stuckateurinnen sich zum Restaurator fortbilden oder einen eigenen Betrieb des Stuckateurhandwerks gründen. → Großer Befähigungsnachweis. Die selbstständige Ausübung des erlernten Berufs als Geselle ist durch die Restriktion der Gewerbefreiheit der Handwerkskammer untersagt.
Wie in allen Baugewerbeberufen ist nach bestandener Gesellenprüfung die Möglichkeit zur Fortbildung zum Werks- oder Baupolier möglich, diese differenziert sich allerdings nicht weit von den Kosten der Meisterprüfung. Seit 2008 wird der Meistertitel als allgemeine Hochschulreife anerkannt und berechtigt damit zu einem Hochschulstudium. Der Gesellenbrief zusammen mit dreijähriger Berufstätigkeit berechtigt zum Studieren an einer Fachhochschule. Fachrichtungen sind zum Beispiel Gebäudetechnik oder Hochbau. Seit 2015 wird darüber hinaus für Bewerber mit Hochschulreife ein siebensemestriges Praxisstudium zum Ausbau-Manager angeboten, in dem die Abschlüsse Geselle, Stuckateurmeister, Gebäudeenergieberater sowie Ausbau-Manager erworben werden können. Der Meisterbrief im Stuckateurhandwerk wird im Deutschen und Europäischen Qualifikationsrahmen wie der Bachelortitel auf Niveau 6 eingestuft.
In einzelnen Landesfachklassen werden zunehmend auch Ausbildungsinhalte im Bereich Farbtechniken und Farbgestaltung vermittelt. In den im Bundesverband Ausbau und Fassade organisierten Landesverbänden und Innungen werden auf Basis freiwilliger Mitgliedschaft die Handwerksbetriebe des Stuckateurhandwerks in allen Belangen beraten. Der Verband leitet auch den Bundesleistungswettbewerb Stuck-Putz-Trockenbau der Stuckateure, der zur Mitgliedschaft im Nationalteam der Stuckateure und Teilnahme an den WorldSkills sowie den EuroSkills berechtigt. Das Nationalteam der Stuckateure ist eine Initiative des Bundesverbandes Ausbau und Fassade.

### Österreich
In Österreich lautet die offizielle Bezeichnung nach dem Berufsausbildungsgesetz (BAG) Stuckateur und Trockenausbauer.
Österreichische Lehrlinge werden drei Jahre dual ausgebildet und legen am Ende die Lehrabschlussprüfung ab. Die Ausbildungsinhalte orientieren sich am Berufsbild unter Rücksichtnahme auf aktuelle Entwicklungen.
Nach dem Lehrabschluss kann die Ausbildung zum Meister oder Werkmeister absolviert werden. Die selbstständige Berufsausübung ist für Stuckateure im reglementierten Handwerk der Stuckateure und Trockenausbauer sowie im Handwerk der Wärme-, Kälte-, Schall- und Branddämmer möglich.

## Historische Entwicklung

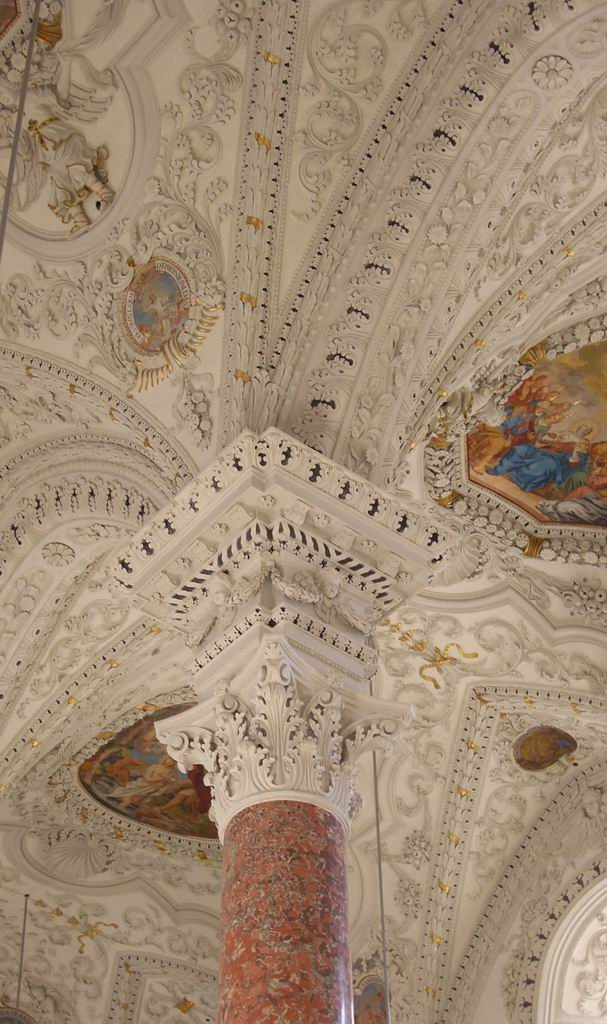
Stuck der Wessobrunner Schule in der Kreuzherrenkirche zu Memmingen

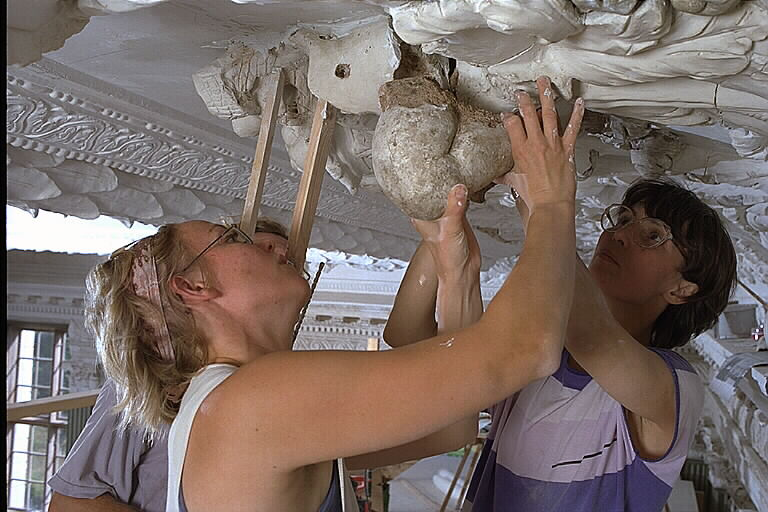
Stuckrestaurierung im Rittersaal von Schloss Mälsåker

Historisch sind vereinzelte Arbeiten von Stuckateuren in Mitteleuropa bereits seit dem 12. Jh. bekannt wie bspw. die Stuckfriese des Heiligen Grabes in der Stiftskirche St. Cyriakus in Gernrode. Seit der Spätgotik etwa Ende des 15. Jh. bis zum Klassizismus Ende des 19. Jh., traten Stuckateure als wichtige Gestalter von vorwiegend kirchlichen, aber auch repräsentativen weltlichen Innenräumen auf. Sie galten als Künstler wie die Maler und Bildhauer, mit denen sie zusammenarbeiteten. Besonders im Rokoko gelang eine einmalige Verschmelzung von Wand- und Deckenfresken mit Stuck und Architektur. Gleichsam Markenzeichen der Epoche ist ein stuckiertes Ornament: die Rocaille. Oftmals waren die Stuckateure selbst zugleich Baumeister und Architekten, Maler oder Bildhauer. Eine besondere Fertigkeit war das Ausformen und Herstellen von Stuckmarmor und Stucco lustro. Der Begriff Stucco finto bezeichnet jedoch den nur aufgemalten Stuck als Scheinarchitektur bzw. Trompe-l’œil.
Zu den bedeutendsten Stuckateuren der Kunstgeschichte zählen die Brüder Asam, die Gebrüder Johann Baptist und Dominikus Zimmermann, Joseph Schmuzer und die Künstlerfamilien Carlone und Feuchtmayer.
Stuckateure des 17. und 18. Jahrhunderts, deren Stil durch ihre Ausbildung oder Tätigkeit am bayrischen Benediktinerkloster Wessobrunn beeinflusst wurde, werden unter dem (erst 1888 geprägten) Begriff Wessobrunner Schule zusammengefasst.
Stuckateure waren die ersten, die zur Erstellung plastischer Bühnenbilder herangezogen wurden. Durch Spezialisierungen vor allem im Bereich Materialkunde entwickelte sich daraus später ein eigenständiger Beruf, der Theaterplastiker.

## Liste bedeutender Stuckateure
in chronologischer Reihenfolge der Geburtsdaten

### Jahrgänge 1500 bis 1599
- Perino del Vaga (Pietro Buonaccorsi, 1501–1547), italienischer Maler und Stuckateur der Renaissance
- Fedele Casella (nachweisbar 1522–1547), italienischer Bildhauer und Stuckateur der Renaissance
- Scipione Casella (nachweisbar 1543–1553), italienischer Bildhauer, Stuckateur und Silberschmied der Renaissance

### Jahrgänge 1600 bis 1699
- Daniel Ankermann (um 1620 tätig im Schloss Güstrow)
- Johann Schmuzer (1642–1701), deutscher Stuckateur (Wessobrunner Schule)
- Johann Jakob Herkomer (1648–1652), deutscher Baumeister, Bildhauer, Maler und Stuckateur des Barocks
- Giovanni Simonetti (1652–1716), Schweizer Stuckateur des Früh- und Hochbarocks
- Paolo d’Allio (1655–1729), italienischer Stuckateur
- Franz Joseph Feuchtmayer (1660–1718), deutscher Stuckateur
- Michael Wiedemann (1661–1703)
- Karl Engel (Carlo Angelini, * vor 1664; † nach 1702), Schweizer Architekt und Stuckateur des Barocks
- Giovanni Giuliani (1664–1744), italienisch-österreichischer Bildhauer und Stuckateur des Barocks
- Santino Bussi (1664/66–1736/37), italienischer Hofstuckateur in Österreich
- Frau Stuckhatorin (1666–1670 tätig im Kemptener Fürststift)
- Pietro Francesco Appiani (1670–1724), italienischer Stuckateur
- Giuseppe Volpini (1670–1729), italienischer Bildhauer und Stuckateur des Barocks
- Diego Carlone (1674–1750), italienischer Stuckateur
- Alberto Camesina (1675–1756), Schweizer Stuckateur des Barocks
- Johann Baptist Zimmermann (1680–1758), deutscher Maler und Stuckateur des Barocks und des Rokokos
- Andrea Gallasini (1681–1766), Schweizer Stuckateur des Barocks
- Joseph Schmuzer (1683–1752), deutscher Baumeister und Stuckateur des Barocks und des Rokokos (Wessobrunner Schule)
- Dominikus Zimmermann (1685–1766), deutscher Baumeister und Stuckateur des Rokokos (Wessobrunner Schule)
- Charles Dubut (1687–1742), französischer Bildhauer, Stuckateur und Bronzegießer des Hochbarocks
- Riccardo Retti (1687–1741), italienischer Stuckateur
- Jacopo Appiani (1687–1742), italienischer Stuckateur des Rokokos
- Paul Egell (1691–1752), deutscher Bildhauer und Stuckateur des frühen Rokokos
- Egid Quirin Asam (1692–1750), deutscher Maler, Bildhauer und Stuckateur des Rokokos
- François de Cuvilliés der Ältere (1695–1768), belgisch-deutscher Baumeister, Bildhauer und Stuckateur des Rokokos
- Joseph Anton Feuchtmayer (1696–1770), deutscher Bildhauer und Stuckateur des Rokokos (Wessobrunner Schule)
- Johann Peter Heel (1696–1767), Bildhauer und Stuckateur
- Johann Baptist Modler (1697–1774), deutscher Bildhauer und Stuckateur des Rokokos
- Antonio Giuseppe Bossi (1699–1764), italienisch-deutscher Stuckateur des Rokoko, Hofstuckateur in Würzburg

### Jahrgänge 1700 bis 1799
- Anton Gigl (1700–1769), deutscher Stuckateur (Wessobrunner Schule)
- Johannes Schütz (1704–1752), deutscher Stuckateur (Wessobrunner Schule)
- Joseph Fischer (1704–1771), deutscher Stuckateur
- Francesco Pozzi (1704–1789), Schweizer Stuckateur
- Franz Xaver Feuchtmayer der Ältere (1705–1764), deutscher Stuckateur des Rokokos (Wessobrunner Schule)
- Johann Joseph Christian (1706–1777), deutscher Bildhauer, Holzschnitzer und Stuckateur des Rokoko
- Johann Wolfgang von der Auwera (1708–1756), deutscher Stuckateur des Rokoko
- Ignaz Finsterwalder (1708–1772), deutscher Stuckateur (Wessobrunner Schule)
- Johann Michael Feuchtmayer der Jüngere (1709–1772), deutscher Bildhauer und Stuckateur (Wessobrunner Schule)
- Johann Christian Wentzinger (1710–1797), Bildhauer, Maler und Stuckateur
- Johann Georg Gigl (1710–1765), Stuckateur der Wessobrunner Schule
- Johann August Nahl der Ältere (1710–1781), deutscher Raumausstatter, Bildhauer und Stuckateur
- Joseph Gregor Winck (1710–1781), deutscher Maler und Stuckateur
- Giovanni Battista Pedrozzi (1711–1778), Schweizer Hofstuckateur in Bayreuth
- Franz Xaver Schmuzer (1713–1775), deutscher Stuckateur, Sohn von Joseph Schmuzer
- Giuseppe Antonio Albuccio (1720–1776), italienischer Stuckateur des Barock
- Mathias Obermayr (1720–1799), deutscher Bildhauer und Stuckateur des Rokokos
- Hans Michael Hennenvogel (1722–1808), Stuckateur der Wessobrunner Schule
- Johann Georg Dirr (1723–1779), deutscher Bildhauer und Stuckateur des Klassizismus
- Johann Peter Metz (1727–1780), kurmainzischer Stuckateur, Bildhauer und Tischler
- Joseph Anton Pozzi (Giuseppe Antonio, 1732–1811), deutscher Stuckateur, Sohn von Francesco Pozzi
- Franz Xaver Feuchtmayer der Jüngere (1735–1803), deutscher Stuckateur, Sohn von Franz Xaver dem Älteren
- Johann Kaspar Gigl (1737–1784), Stuckator der Wessobrunner Schule
- Johann Ignaz Palliardi (1737–1824), italienisch-tschechischer Baumeister und Stuckateur des Klassizismus
- Materno Bossi (1737–1802), italienischer Stuckateur, Neffe von Antonio Giuseppe Bossi
- Johann Georg Wieland (1742–1802), deutscher Bildhauer und Stuckateur des Klassizismus
- Petrus Nicolaas Gagini (1745–1811), Schweiz-tessiner Meister-Stuckateur
- Francesco Antonio Tadey (1767–1827), Schweizer Stuckateur
- Christian Philipp Wolff (1772–1820), deutscher Baumeister, Bildhauer und Stuckateur

### Jahrgänge 1800 bis 1899
- Friedrich Wilhelm Dankberg (1819–1866), deutscher Bildhauer und Stuckateur
- Carl Hauer (1847–1905), deutscher Bildhauer und Stuckateur
- Lorenz Zotz der Ältere (1862–1903), österreichischer Stuckateur
- Hubert Zotz (1875–1960), österreichischer Stuckateur
- Josef Schnitzer sen. (1877–1951), deutscher Stuckateur

### Jahrgänge ab 1900
- Lorenz Zotz der Jüngere (1902–1985), österreichischer Stuckateur
- Ämilian Zotz (1908–1984), österreichischer Stuckateur
- Josef Schnitzer jun. (1915–1984), deutscher Stuckateur
- Jan Hooss (* 1963), deutscher Bildhauer und Stuckateur